# Din mintea lui Jimmy
Din mintea lui Jimmy (engleză Out of Jimmy's Head) este un sitcom pentru adolescenți care combină animația cu live-action-ul, creat de Tim McKeon și Adam Pava pentru Cartoon Network. Serialul a fost promovat ca fiind primul serial Cartoon Network din acest gen, seria este bazată pe filmul cu același nume. A fost coprodus de Brookwell McNamara Entertainment și Cartoon Network Studios
Serialul a fost întâmpinat cu un răspuns călduț atât din partea criticilor, cât și a publicului și a fost adesea considerat una dintre cele mai proaste producții de televiziune realizate vreodată.
Serialul a avut premiera în România  pe 7 octombrie 2008, în timp ce filmul a debutat pe 5 octombrie 2008.

## Rezumat
Serialul prezintă viața lui Jimmy Roberts, un băiat de 12 ani, care a necesitat un transplant de creier, după un accident tragic în Gollyworld. Nu numai că este înzestrat cu o viață nouă, dar noul său creier îi permite să vadă personaje de desene animate în viața reală.

## Personaje

### Oameni adevărați
- Jimmy Roberts
- Yanci Roberts - sora extracterestră a lui Jimmy
- Craig Roberts - prietenul lui Jimmy
- Sony - personajul negativ al serialului. El vrea cu orice preț să fure creierul lui Jimmy.

### Desene animate
- Golly Gopher - personajul principal al studiourilor Appleday. El este un popândău maro cu tricou albastru.
- Dolly Gopher - prietena lui Golly. Ea poartă o fundă și o rochie galbenă.
- Croco - un crocodil cu pălărie portocalie și eșarfă mov.
- Tux - Un pinguin cu ochelari și papion roșu. Îi place să spună glume dar din păcate nimeni nu le prea înțelege.
- Pickles și Prickles - o murătură și un arici care le place să se lovească cu ciocane.

## Episoade
|            |    |                     |  |  |
| FILM       |    |                     |  |  |
|            |    |                     |  |  |
| 05.10.2008 | F1 | Re-Animated         |  |  |
|            |    |                     |  |  |
| SEZONUL 1  |    |                     |  |  |
|            |    |                     |  |  |
| 07.10.2008 | 01 | Talent Show         |  |  |
|            |    |                     |  |  |
| 06.10.2008 | 02 | Friends             |  |  |
|            |    |                     |  |  |
| 09.10.2008 | 03 | Sleepover           |  |  |
|            |    |                     |  |  |
| 10.10.2008 | 04 | Mascot              |  |  |
|            |    |                     |  |  |
| 31.10.2008 | 05 | Ghosts              |  |  |
|            |    |                     |  |  |
| 13.10.2008 | 06 | Sick Day            |  |  |
|            |    |                     |  |  |
| 15.10.2008 | 07 | Bully               |  |  |
|            |    |                     |  |  |
| 14.10.2008 | 08 | Skate Night         |  |  |
|            |    |                     |  |  |
| 08.10.2008 | 09 | Soda                |  |  |
|            |    |                     |  |  |
| 17.10.2008 | 10 | Detention           |  |  |
|            |    |                     |  |  |
| 20.10.2008 | 11 | Ambush              |  |  |
|            |    |                     |  |  |
| 23.10.2008 | 12 | Cartoons Drive      |  |  |
|            |    |                     |  |  |
| 16.10.2008 | 13 | Outdoors            |  |  |
|            |    |                     |  |  |
| 21.10.2008 | 14 | Craig Steals Dad    |  |  |
|            |    |                     |  |  |
| 24.10.2008 | 15 | Stunt               |  |  |
|            |    |                     |  |  |
| 22.10.2008 | 16 | Princess            |  |  |
|            |    |                     |  |  |
| 27.10.2008 | 17 | Movie               |  |  |
|            |    |                     |  |  |
| 28.10.2008 | 18 | Bad Fad             |  |  |
|            |    |                     |  |  |
| 29.10.2008 | 19 | Out of Jimmy’s Body |  |  |
|            |    |                     |  |  |
| 30.10.2008 | 20 | Lunch Tables        |  |  |
|            |    |                     |  |  |

## Legături externe
- Din mintea lui Jimmy la Internet Movie Database
- Din mintea lui Jimmy la TV.com